# Distrito histórico de Cullman
El Distrito histórico de Cullman es un distrito histórico ubicado en Cullman, Alabama, Estados Unidos. El distrito tiene una extensión de 88.5 acres (35.8 ha) y cuenta con 77 propiedades contribuyentes, que son predominantemente edificios residenciales.

## Descripción
Cullman fue fundada en 1873 por el comerciante alemán John G. Cullmann a lo largo de la línea ferroviaria de Louisville y Nashville entre Huntsville y Birmingham. El primer desarrollo residencial llegó en forma de casas de troncos, muchas de las cuales fueron reemplazadas por casas señoriales de estilo reina ana y victorianas en las décadas de 1880 y 1890. A principios del siglo XX, se construyeron muchas casas con detalles de Eastlake. A partir de la década de 1920, se construyeron bungalós. Otros edificios notables en el distrito son la escuela primaria East (1936) construida por la WPA y la Iglesia Unida de Cristo de San Juan (1924).
El distrito fue incluido en el Registro Nacional de Lugares Históricos en 1984.